# Туранская плита

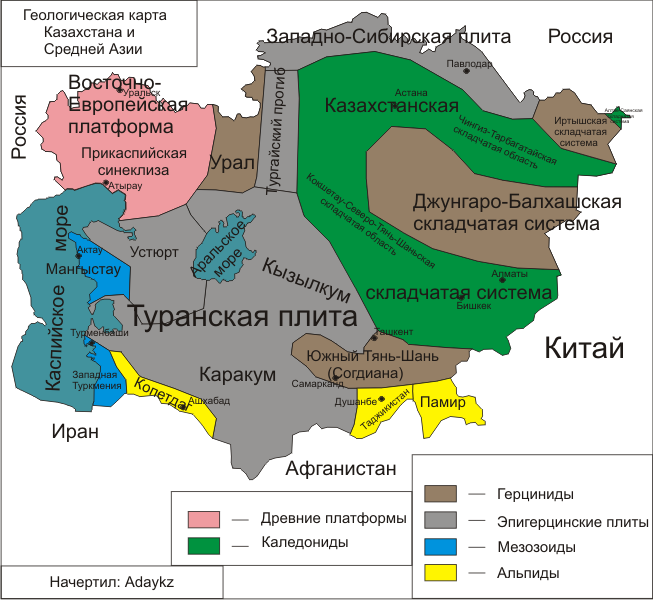
Туранская плита в Средней Азии

Туранская плита — тектоническая плита, занимает обширное пространство к востоку от Каспийского моря в пределах Туранской низменности, плато Устюрт, п-ова Мангышлак, Аральского моря и прилегающих к ним территорий до Ферганской впадины на востоке включительно.

## Описание
На северо-западе граничит с Прикаспийской впадиной Восточно-Европейской платформы. На севере граница проходит герцинским хребтом Мугоджар, пересекает Тургайский прогиб между истоками рек Тургая и Убагана.
На северо-востоке плита ограничена выходами каледонидами Казахского мелкосопочника. Юго-восточная граница плиты простирается от крайней западной точки оз. Балхаш до района Ташкента, пересекая западные отроги Тянь-Шаня, которые вместе с хр. Каратау включаются в пределы плиты.
В состав плиты входит и Ферганская впадина. К югу от Ташкента граница плиты прослеживается вдоль края молодых горных хребтов, через Самарканд и далее, огибая отроги Гиссарского хребта, до Амударьи, уходит южнее, в пределы Афганистана, где занимает самую северную его часть.
Начиная от р. Мургаб и западнее, граница плиты проходит на территории Туркмении, продолжаясь непосредственно севернее подножия хр. Копетдаг, сложенного альпийскими складчатыми комплексами, и выходя к берегу Каспия южнее залива (с 1980 г. — лагуны) Кара-Богаз-Гол. Наиболее условна западная граница плиты.
С расположенной западнее Каспия Скифской эпигерцинской плитой Туранская составляет одно целое, и в новейшей литературе все чаще используется термин «Скифско-Туранская плита».
Однако для удобства изложения материала мы будем рассматривать их раздельно, а сугубо условную границу между ними проводить с юга на север по средней части Каспия до устья реки Урала.
Туранская плита изучена весьма детально. Здесь проведены геологическая и региональные геофизические съемки, осуществлен большой объём сейсмических исследований и гидрогеологических работ.
Подобно всем плитам, Туранская образована тремя структурными этажами: нижний — геосинклинальный, формирующий складчатый фундамент, выше располагается квазиплатформенный, или промежуточный структурный этаж, осадки которого, в отличие от Западно-Сибирской плиты, большинство исследователей не включают в состав фундамента, и, наконец, платформенный чехол.

## Строение фундамента
Фундамент сложен докембрийскими и палеозойскими породами геосинклинального типа, интенсивно дислоцированными и пронизанными многочисленными телами магматических пород.
На северо-востоке плиты, почти до правобережья р. Сырдарьи, до линии глубинного разлома субширотного простирания фундамент сформирован каледонской складчатостью.
Судя по выходам пород, в северной части хр. Каратау и на смежной территории к северо-востоку и востоку от плиты фундамент сложен интенсивно дислоцированными геосинклинальными толщами докембрия, нижнего палеозоя и силура, прорванными многочисленными интрузиями. На всей остальной территории плиты фундамент преимущественно герцинский.
Сочленение этих разновозрастных блоков происходит по глубинному разлому, который прослеживается в гравитационном поле в виде резкой градиентной ступени, а в магнитном — узкой и весьма интенсивной зоной линейных аномалий.
В составе герцинского фундамента, также на основе про слеживания гравимагнитных аномалий, четко выделяются две складчатые зоны. Одна из них, входящая в состав Урало-Монгольского пояса, протягивается с севера на юг со стороны Урала, Мугоджар и Тургайского прогиба вплоть до Аральского моря и затем, постепенно изгибаясь к юго-востоку, сочленяется с герцинидами Тянь-Шаня.
Она имеет, по-видимому, раннегерцинский возраст. Вторая зона, вероятно позднегерцинская, простирается почти в широтном направлении от северного Причерноморья (Скифская плита) через Предкавказье и далее на восток, вплоть до Ферганы. Обе эти складчатые зоны сочленяются по глубинному разлому, проходящему от отрогов юго-западного Гиссара через среднее течение р. Амударьи (Бухара) до района непо средственно южнее п-ова Бузачи — края Русской платформы. Это так называемый «Бухарский разлом». Здесь расположена гравитационная ступень огромной амплитуды и довольно четкая субширотная линейная магнитная аномалия. Четкое отражение в гравимагнитных полях находит также разлом, отделяющий эту субширотную зону поздних герцинид от альпийской складчатой области Копетдага. В составе отмеченных герцинских зон по данным гравимагнитных исследований выделен Ряд каледонских или, возможно, байкальских жестких массивов, обтекаемых герцинскими складчатыми сооружениями. К ним приурочены участки, на которых в большинстве случаев отсутствуют осадки промежуточного этажа и располагаются крупные и крупнейшие положительные структуры.
Герцинский складчатый фундамент обнажается на хр. Каратау и на возвышенностях севернее среднего течения реки Амударьи, в горах Султануиздаг (низовье реки Амударьи). Кроме того, на ряде участков плиты он вскрыт глубокими скважинами.
В районах, прилегающих к Мугоджарам и Тургаю, фундамент слагают кварциты, кристаллические сланцы, мраморы, песчаники (нижнего палеозоя или рифея), мощные флишоидные толщи силура, известняковые и вулканогенно-осадочные толщи девона — среднего карбона. Широко развиты среднепалеозойские основные (спилит-кератофировые и диабазовые) и кислые (липарит-дацитовые) вулканогенные образования, а также поздне-каменноугольно-раннепермские гранитоиды. Особенно характерны эффузивы турне (до 4000 метров), протягивающиеся вдоль зоны сочленения каледонид Казахстана и герцинид Урала. Общая мощность палеозойских отложений, составляющих фундамент, 8000 метров.
К югу от глубинного «Бухарского разлома» в пределах широтной ветви герцинид фундамент выходит на поверхность на возвышенностях в районе горы Красноводска (Туаркыр и др.). Кроме того, он вскрывается скважинами на Центрально-Каракумском и Карабогазском сводах. Он представлен гранито-гнейсами, эффузивами нижнего и среднего палеозоя, среднепалеозойскими кремнистыми сланцами и кварцитами, прорванными габброидами. Наиболее молодыми толщами, входящими в состав фундамента, являются карбонатно-терригенные отложения и липарито-дацитовые туфы среднего и верхнего карбона.

## Промежуточный (второй) структурный этаж
Породы этого структурною этажа с резким угловым несогласием ложатся на породы фундамента и перекрыты несогласно лежащими на них породами чехла. В пределах области развития каледонского фундамента этот этаж вскрыт скважинами в западной половине Чу-Сарысуйской впадины и обнажается на ряде участков вдоль северного края плиты. В его основании залегают вулканогенно-осадочная толща нижнего девона и низов среднего девона (андезиты, дациты, липариты, пачки красноцветных песчаников и конгломератов), перекрываемая средне- и верхнедевонскими песчаниками и конгломератами. Мощность разреза до 7 км.
Выше залегает соленосная (гипсы, ангидриты, каменная соль) или угленосная толща, возраст которой — от верхов фамена до турне включительно. Её мощность до 4 км. На ряде участков ~ пределах этой толщи отмечаются проявления соляной тектоники. С этими участками связаны промышленные проявления нефти и газа.
Верхи рассматриваемого комплекса сложены пестроцветной песчано-конгломератовой толщей мощностью до 3,5 км, охватывающей возрастной интервал от среднего карбона до нижнего три аса включительно. Этот комплекс обычно слабо дислоцирова (углы падения до 15—20°).
В пределах области развития герцинского фундамента промежуточный комплекс имеет раннепермско — позднетриасовый возраст. Он распространен почти повсеместно и отсутствует лишь на выступах фундамента. Мощность комплекса изменяется от нуля — первых сотен метров до 2—4 км в пределах Центрального Устюрта и 5 км на п-ове Бузачи и к югу от него (сор Кайдак), а на п-ове Мангышлак и в Предкопетдагском прогибе достигает, по данным сейсмики, 11 км. Наиболее подробно этот комплекс изучен на п-ове Мангышлак, где, будучи интенсивно дислоцированным, обнажается на поверхности в приосевой зоне Каратауского вала (каратауский комплекс). В его пределах выделены свиты морского и континентального генезиса. В основании вскрытой его части залегает толща сильно уплотненных песчаников, алевролитов и аргиллитов, с прослоями известняков, реже туфов и эффузивов. Эта часть разреза, по данным определения фауны и флоры, относится к перми, нижнему и среднему триасу. Верхи комплекса сложены толщей черных известняков, углистых, глинистых сланцев и аргиллитов с редкой фауной аммонитов верхнего триаса.
В северо-западной части плиты (плоскогорье Устюрт) и на п-ове Бузачи этот комплекс представлен в основном мощной и весьма слабо дислоцированной толщей красноцветных песчаников, алевролитов и аргиллитов и лишь в верхах разреза, в триасе, иногда появляются карбонатно-терригенные пачки морского генезиса.
Пермо-триасовые отложения являются одним из важнейших нефтегазоносных комплексов Туранской плиты.

## Платформенный чехол
Породы, слагающие чехол, лежат либо горизонтально, либо формируют структуры с углами наклона, обычно не превышающими 1—5°. Лишь в приразломных зонах и в зонах альпийской активизации наблюдаются и более крутые углы.
В составе чехла выделяются следующие пять основных комплексов, каждый из которых образует самостоятельный подэтаж: нижнеюрский, средне- и верхнеюрский, мел — нижнемиоценовый, а также отражающие неотектонический этап развития плиты — среднемиоценово-верхнеплиоценовый и верхнеплиоценово-антропогеновый подэтажи. Три древних подэтажа являются промышленно нефтегазоносными.
Нижнеюрский комплекс залегает с резким угловым несогласием на дислоцированных породах фундамента, чаще — промежуточного этажа. Обычно развит лишь в зонах прогибов. На крупных сводах он, как правило, отсутствует. Сложен сероцветными песчано-глинистыми отложениями, обычно слабоугленосными. Мощность его колеблется от нуля до 1000 м и более.
Средне- и верхнеюрский комплексы в некоторых районах плиты лежат со слабым угловым несогласием на нижнеюрских отложениях или чаще — резко несогласно непосредственно на пермо-триасовом комплексе, или фундаменте. Средняя юра представлена в северной и северо-восточной частях плиты угленосными песчано-глинистыми отложениями, а в юго-западной части и южной — сероцветными терригенными толщами с редкой морской фауной. Мощность средней юры изменяется от нуля до 1000 м.
Верхняя юра представлена в разных частях плиты морской, терригенной, терригенно-карбонатной или карбонатной толщей. «Мористость» разреза увеличивается с северо-запада на юго-восток. На крайнем севере плиты в разрезе верхов юры (начиная от кимериджа) появляются соли и ангидриты. Мощность отложений верхней юры изменяется от нескольких сотен до 1000 м и более.
Мел — нижнемиоценовый комплекс на отдельных участках плиты (побережье Каспия, севернее Мангышлака) трансгрессивно залегает на юрских и пермо-триасовых отложениях. Низы мела в северо-западной и западной частях плиты представлены мелководно-морскими серо-и зеленоцветными песчано-глинистыми толщами с редкой морской фауной. На всей остальной территории плиты — это континентальные пестро- и красноцветные толщи, местами соленосные и гипсоносные.
Верхи нижнего мела, особенно в южной части плиты, прилегающей к альпийской зоне,— это морская с богатой фауной толща переслаивающихся глин, глауконитовых песчаников, известняков и мергелей. Мощность осадков мела в пределах плиты достигает 1300 м и более. Отложения верхнего мела формировались в эпоху последней обширной трансгрессии, охватывавшей почти всю плиту, кроме крайней восточной части Ферганской впадины. Они представлены в низах глауконитовыми песчаниками с фосфоритовыми конкрециями, мергелями и глинами с богатейшей фауной (морские ежи, иноцерамы и т. д.). В верхах — это преимущественно карбонатная толща. Мощность верхнего мела достигает 3 км.
На востоке плиты верхнемеловой комплекс — это континентальные пестро- и красноцветные глины, песчаники и конгломераты с обломками костей динозавров и кусками древесины, лежащие обычно непосредственно на фундаменте или на отложениях пермо-триасового возраста. Их мощность редко превышает 50—100 м.
Палеогеновые отложения на нескольких участках плиты, на вершинах крупнейших поднятий — антеклиз и сводов располагаются непосредственно на породах пермо-триаса или фундамента. Однако на основной её части они согласно залегают на верхнемеловых отложениях. На западе и северо-западе плиты отложения палеоцена и эоцена образованы морскими толщами — известняками, мергелями и глинами. Их мощность обычно не превышает 200—250 м. В восточной части Ферганской впадины морские отложения замещаются лагунными и континентальными.
Олигоцен-нижнемиоценовые отложения, (аналоги майкопской серии Предкавказья) — это темно-коричневые известковистые глины с характерными остатками ихтиофауны. В направлении на восток, особенно на северо-восток (в районе Ташкента и северо-восточнее его) морские осадки палеогена и нижнего миоцена постепенно замещаются терригенными прибрежно-морскими толщами. На крайнем востоке плиты почти весь разрез рассматриваемого интервала — это континентальные осадки: пески, песчаники, пестроцветные глины и конгломераты. На юго-востоке плиты, в отложениях эоцена отмечены покровы базальтов, андезитов, их туфов и туфобрекчий. Прослои пепловых туфов отмечаются среди отложений верхнего эоцена вплоть до Аральского моря.
Среднемиоценовый — верхнеплиоценовый комплекс отложений особенно широко развит в западной части Туранской плиты. Это морские терригенные и карбонатные отложения мощностью от 100—200 м в зонах молодых поднятий до 1000 м и более — в зонах молодых опусканий (Предкопетдагский прогиб). В направлении к востоку (восточнее меридиана Аральского моря) они постепенно замещаются маломощной континентальной терригенной толщей. С угловым несогласием этот комплекс залегает на различных горизонтах палеогена или нижнего миоцена, отражая этап интенсивных неотектонических движений, происходивших в неогене как в Западной Сибири, так на Урале. В раннем и в начале среднего плиоцена в пределах всего юга СССР происходила крупная регрессия, сменившаяся в самом конце среднего и особенно в начале позднего плиоцена обширной акчагыльской трансгрессией: море вновь распространяется на восток, охватывая пространство до Урала и низовьев р. Амударьи.
Верхнеплиоценово-четвертичный комплекс представлен на западе и севере плиты как морскими (бакинская, хазарская и хвалынская трансгрессии), так и континентальными отложениями — песками и галечниками, глинами, алевролитами. Мощность этих отложений не превышает нескольких десятков метров. В Предкопетдагском прогибе и по всему востоку плиты это аллювиальные, озерные и, главным образом, эоловые образования, мощность которых изменяется от десятков и сотен метров до 1—3 км в Предкопетдагском прогибе.